# Bell X-1

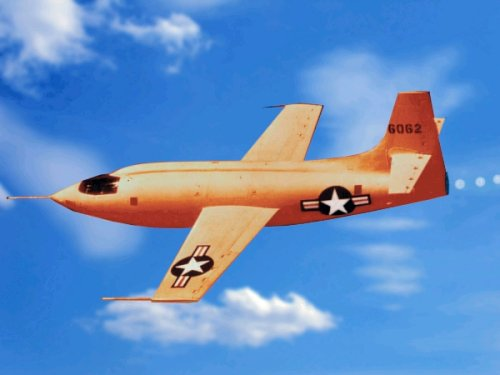
De Bell X-1

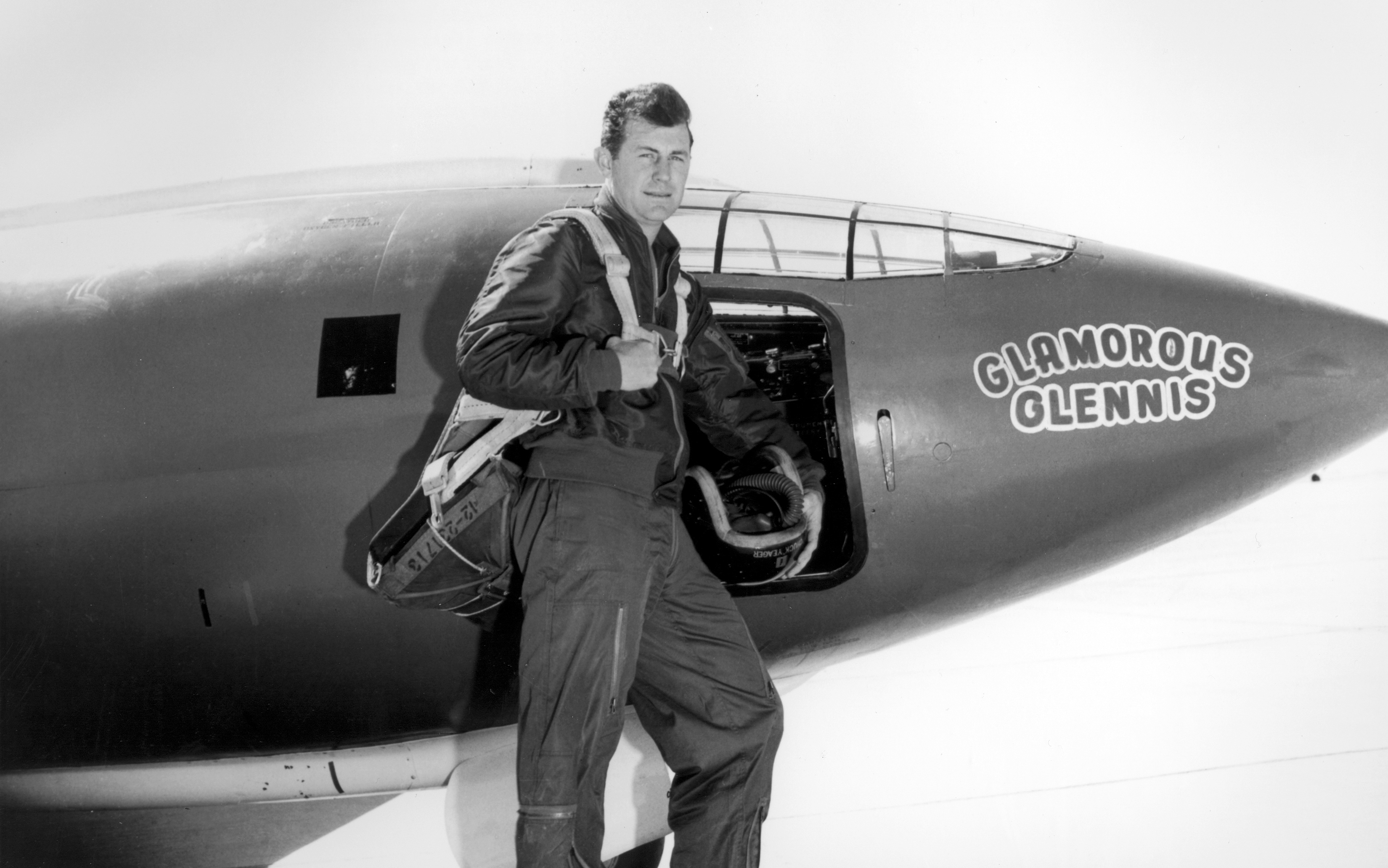
Chuck Yeager naast "Glamorous Glennis" de Bell X-1 waarmee hij de geluidsbarrière doorbrak

De Bell X-1, oorspronkelijk XS-1 was het eerste vliegtuig dat de geluidsbarrière doorbrak in een gecontroleerde horizontale vlucht. Het was het eerste van de zogenaamde X-vliegtuigen of X-planes, een serie vliegtuigen voor het testen van nieuwe technologieën die vaak geheimgehouden werden.
Chalmers Goodlin was de oorspronkelijke testpiloot voor het tweede vliegtuig in het X-1-programma. Hij maakte zesentwintig succesvolle vluchten in beide X-1-vliegtuigen vanaf september 1946 tot juni 1947. Het contract van Bell Aircraft liep af en werd overgenomen door de Amerikaanse luchtmacht.
Op 14 oktober 1947 vloog kapitein Charles 'Chuck' Yeager van de US Air Force vliegtuig #46-062. Het raketaangedreven vliegtuig werd gelanceerd vanaf de buik van een speciaal aangepaste B-29 en gleed naar een landing op een landingsbaan. Tijdens de vlucht werd een snelheid van 1.078 km/h bereikt (dit is gelijk aan Mach 1,015 op 12.800 meter hoogte).
Met dit type toestel werden uiteindelijk 231 vluchten uitgevoerd, de eerste op 9 december 1946. Op 12 december 1953 werd Mach 2,435 bereikt met de X-1A; datzelfde toestel bereikte in juni 1954 een hoogte van 27.430 meter.
X-1 · X-2 · X-3 · X-4 · X-5 · X-6 · X-7 · X-8 · X-9 · X-10 · X-11 · X-12 · X-13 · X-14 · X-15 · X-16 · X-17 · X-18 · X-19 · X-20 · X-21 · X-22 · X-23 · X-24 · X-25 · X-26 · X-27 · X-28 · X-29 · X-30 · X-31 · X-32 · X-33 · X-34 · X-35 · X-36 · X-37 · X-38 · X-39 · X-40 · X-41 · X-42 · X-43 · X-44 · X-45 · X-46 · X-47 · X-48 · X-49 · X-50 · X-51 · X-53 · X-57 ·  X-59